# سرخة ريز
سرخة ريز هي قرية في مقاطعة سراب، إيران. عدد سكان هذه القرية هو 60 في سنة 2006.